# Siv Bublitz
Siv Bublitz (* 1960 in Hamburg) ist eine deutsche Verlegerin.
Siv Bublitz wurde 1960 in Hamburg geboren. Das Studium der Anglistik, Germanistik und Philosophie schloss sie 1994 mit einer Promotion ab. Sie arbeitete mehrere Jahre im Taschenbuchverlag bei Rowohlt und dessen Imprint Wunderlich Verlag. Anschließend leitete sie ab 2000 den Rowohlt Berlin Verlag. Im Jahr 2004 ging sie zum Ullstein Verlag und übernahm dort 2007 die verlegerische Geschäftsführung. 2017 wechselte sie als Geschäftsführerin Programm und Strategie zum S. Fischer Verlag. Als Nachfolgerin von Jörg Bong wurde sie dort Anfang Juni 2019 verlegerische Geschäftsführerin und Vorsitzende der Geschäftsleitung.
Im Herbst 2020 erlangte Siv Bublitz öffentliches Interesse, als sie die fast vierzigjährige Zusammenarbeit des S. Fischer-Verlages mit der Schriftstellerin Monika Maron aufkündigte. Im September 2022 wurde bekannt, dass sie den Verlag Ende des Monats verlassen werde, der Grund wurde mit „unterschiedliche(n) Auffassungen über die weitere Entwicklung“ angegeben. Als ihr Nachfolger zum 1. Oktober wurde Oliver Vogel genannt, der für den Verlag bis 2021 bereits in leitender Position tätig gewesen war.